# 하르피올라속
하르피올라속(Harpiola)은 애기박쥐과에 속한 박쥐 속이다. 2종으로 이루어져 있다. 관코박쥐속에 속하는 아속으로 분류하기도 한다. 인도와 대만에서 발견된다.

## 하위 종
- 페테르스관코박쥐 (H. grisea)[3] - 인도 우타라칸드주 산악 지대와 미조람주에서 서식.
- 포르모사황금관코박쥐 (H. isodon)[4] - 대만의 숲에 서식.